# Argentinatangara
Argentinatangara (Poospiza ornata) är en fågel i familjen tangaror inom ordningen tättingar.

## Utseende
Argentinatangaran är en liten finkliknande tangara i grått och rostrött. Ansiktet är övervägande grå i ansiktet och på ovansidan, med kastanjebrunt i en fläck mitt på ryggen, liksom på undersidan och i ett ögonbrynsstreck. På vingen syns två breda vita vingband som nästan förenas i en större vingfläck. Honan är ljusare än hanen, framför allt på bröst och flanker.

## Utbredning och systematik
Fågeln häckar i centrala Argentina och flyttar norrut till Salta, Tucumán och Córdoba. Den behandlas som monotypisk, det vill säga att den inte delas in i några underarter.

### Familjetillhörighet
Liksom andra finkliknande tangaror placerades denna art tidigare i familjen Emberizidae. Genetiska studier visar dock att den är en del av tangarorna.

## Levnadssätt
Argentinatangaran hittas i öppna törnskogar och buskigt ökenlandskap. Födan består mestadels av gräsfrön.

## Status
Arten har ett stort utbredningsområde och beståndet anses vara stabilt. Internationella naturvårdsunionen IUCN listar den därför som livskraftig (LC).